# Торпедо (стадион, Саратов)
Стадион «Торпедо» — один из старейших стадионов города Саратова. Построен в 1964 году.

## Реконструкция
В июле 2019 года жители Заводского района обратились в общественную приемную Председателя Государственной Думы РФ Вячеслава Володина с просьбой помочь привести в порядок спортивное сооружение — стадион «Торпедо». В 2019 году стадион отметил своё 55-летие. Объект ни разу не ремонтировали с момента постройки в 1964 году. Жители рассказали, что сюда приезжают заниматься спортом со всего Саратова. На его базе проходят занятия по легкой атлетике, футболу, волейболу, триатлону, велоспорту и пожарно-прикладному спорту. Но состояние спортобъекта с каждым годом только ухудшается.
При поддержке Вячеслава Володина в 2020 году была разработана проектно-сметная документация. Реконструкция, а по сути новое строительство стадиона началось в июне 2021 года. Это последний из старейших стадионов Саратова, который пока оставался без реконструкции. Работы велись в рамках благотворительного проекта.
Строительство стадиона было завершено в октябре 2021 года. На спортобъекте заасфальтировали территорию, заменили входную группу, уложили новое искусственное футбольном поле, велосипедные и легкоатлетические дорожки, обустроили зону для воркаута, обновили башни для пожарно-прикладного спорта, установили трибуны и новое освещение. Кроме того, на стадионе впервые появились ливневые стоки и дренаж, чтобы не застаивалась дождевая вода. Зимой заливают бесплатный каток для жителей.
10 ноября 2021 года стадион «Торпедо» открылся после первого этапа реконструкции.